# 16641 Esteban
16641 Esteban è un asteroide della fascia principale. Scoperto nel 1993, presenta un'orbita caratterizzata da un semiasse maggiore pari a 2,3168756 UA e da un'eccentricità di 0,1434194, inclinata di 20,64188° rispetto all'eclittica.